# Horst von Luttitz
Horst August Alexander Karl Freiherr von Luttitz (* 1. April 1859 in Muskau; † 24. April 1917 in Hoenlo, Niederlande) war ein sächsischer Generalmajor.

## Leben

### Herkunft
Horst von Luttitz entstammte dem Adelsgeschlecht von Luttitz. Er war der einzige Sohn von Alexander von Luttitz (1827–1899) und Anna Henriette, geb. von Schelcher (* 1829), welcher die ersten Lebensmonate überlebte.

### Werdegang
Horst von Luttitz trat 1876 in die Sächsischen Armee ein. 1879 wurde er Fähnrich und ein Jahr später Leutnant. Am 26. März 1903 wurde er Major. Vom 25. Oktober 1907 bis 16. Juni 1910 war er Kommandeur des Husaren-Regiments 19 und wurde in dieser Position zum Oberstleutnant befördert.
Mit dem Tag der Aufstellung am 1. Oktober 1910 wurde er Kommandeur des 3. Husaren-Regiments Nr. 20, was er bis 22. Dezember 1911 blieb. Anschließend war er über den Beginn des Ersten Weltkriegs hinaus bis Januar 1915 Kommandeur der 4. Kavallerie-Brigade Nr. 40, mit der er sich an den Kämpfen in Belgien und Frankreich beteiligte.
1909/10 hatte er eine Villa in Grimma, Leipziger Straße 65, bewohnt. 

### Familie
Horst von Luttitz hatte sich am 31. Juli 1884 in Den Haag mit Louise Teding van Berkhout (1860–1939) verheiratet. Aus der Ehe ging der Sohn Alexander (1885–1969), welcher Oberst wurde, hervor, der 1912 Frieda-Marie Gräfin Wilding von Königsbrück (* 1892) heiratete, eine Enkelin des Grafen August Wilding von Königsbrück.
Er ist der Großvater u. a. von Marie-Luise von Luttitz und Horst von Luttitz.

## Auszeichnungen (Auswahl)
- Komtur II. Klasse des Albrechts-Ordens[8]
- Roter Adlerorden III. Klasse[8]
- Ehrenritter des Johanniterordens